# حالت مجازی
در فیزیک کوانتومی، یک حالت مجازی یک حالت کوانتمی بسیار کوتاه مدت (از نظر دوام) و غیرقابل مشاهده است.
عمر آنها از روابط اصل عدم قطعیت قابل پیش‌بینی است. در حالی که هر حالت مجازی دارای انرژی مرتبط است، هیچ اندازه‌گیری مستقیم از انرژی آن امکان‌پذیر نیست اما برخی روش‌های مختلف برای انجام برخی اندازه‌گیری‌ها استفاده شده‌است (برای مثال ببینید و برای کارهای مرتبط بببینید در طیف‌سنجی حالت مجازی) یا پارامترهای دیگری را با استفاده از تکنیک‌های اندازه‌گیری که به طول عمر حالت مجازی بستگی دارد استخراج می‌کنند. این مفهوم کاملاً کلی است و می‌تواند برای پیش‌بینی و توصیف نتایج آزمایشی در بسیاری از حوزه‌ها از جمله طیف‌سنجی رامان، اپتیک غیر خطی به‌طور کلی، انواع مختلف فتوشیمی، و / یا فرایندهای هسته ای مورد استفاده قرار گیرد.